# Олимпийски стадион
„Олимпийски стадион“ обикновено е името, давано на основния стадион, на който се провеждат летни олимпийски игри. На зимни олимпийски игри няма основен олимпийски стадион.
Традиционно церемониите по откриването и закриването, както и състезанията по лека атлетика се провеждат на олимпийския стадион. Много такива стадиони, макар и не всички, съдържат думите „олимпийски стадион“ в името си.
Някои стадион са използвани повече от веднъж на олимпийски игри. Само Los Angeles Memorial Coliseum е бил основният стадион 2 пъти. Стадионите Panathinaiko Stadio и Vélodrome de Vincennes са били домакини на събития от последователни олимпийски игри. Игрите в Лондон през 2012 г. не се откриват и закриват на обновения стадион „Уембли“, който е олимпийски стадион на Летните олимпийски игри от 1948 г., а на нов стадион. На „Уембли“ се играят мачове от футболния турнир.
|  | Тази страница частично или изцяло представлява превод на страницата Olympic Stadium в Уикипедия на английски. Оригиналният текст, както и този превод, са защитени от Лиценза „Криейтив Комънс – Признание – Споделяне на споделеното“, а за съдържание, създадено преди юни 2009 година – от Лиценза за свободна документация на ГНУ. Прегледайте историята на редакциите на оригиналната страница, както и на преводната страница, за да видите списъка на съавторите. ВАЖНО: Този шаблон се отнася единствено до авторските права върху съдържанието на статията. Добавянето му не отменя изискването да се посочват конкретни източници на твърденията, които да бъдат благонадеждни. |